# Janów (village de Podlachie)
Pour les articles homonymes, voir Janów.
Janów est un village polonais de la voïvodie de Podlachie et du powiat de Sokółka. Il est le siège de la gmina de Janów.